# Јохан Штраус Млађи
Јохан Штраус (Беч, 25. октобар 1825 — Беч, 3. јун 1899) био је аустријски композитор, диригент и виолиниста. Син Јохана Штрауса (старијег) је био прослављени "краљ валцера" и један од главних представника класичне бечке оперете.
Студирао је композицију. Дебитовао је 1844. са својим оркестром у бечком предграђу Хицинг. Од 1847. приређивао је концертне турнеје по европским земљама, а 1872. и по САД.
Компоновао је 168 валцера, 117 полки и низ четворки, маршева, мазурки, галопа и 16 оперета. Класични бечки валцер уметнички је усавршио и подигао га на ниво концертне оркестарске музике. Својом распеваном и пријемчивом мелодиком његови су валцери освојили свет и остали популарни више од једног века, а нарочито „На лепом плавом Дунаву“, „Приче из Бечке шуме“, „Бечка крв“, „Јутарње новине“, „Пролећни звуци“, „Царски валцер“, „Пицикато-полка“, „Трич-трач полка“.
Класичну бечку оперету Штраус је музички обогатио и довео до врхунца делима „Слепи миш“ и „Барон-циганин“ која су дала путоказ даљем развоју два типа оперете. Велику су популарност стекле и оперете „Једна ноћ у Венецији“ и „Бечка крв“, а написао је и оперету Јабука, чија се радња одиграва у јужној Угарској, у српским крајевима како стоји у либрету, и која описује народне обичаје Срба и прати двојицу племића, Мирка и Васу из Градинца. Отац му је бранио да се бави музиком.

## Биографија
Штраус је био најстарији син композитора Јохана Штрауса Старијег, познатог композитора и диригента, а такође познатог као „отац валцера”.  
Музички талент Јохана Штрауса млађег је врло брзо био очигледан, јер је компоновао свој први валцер већ у шестој години живота. Иако је у време младости његов отац, Јохан Штраус старији био против његове музичке каријере, Јохан млађи се одлучио за музику захваљујући мајци Ани, која је одувек подупирала његов изузетан музички талент. 
Мајка је уредила да Штраус млађи тајно без знања његовог оца учи свирање виолине као дете код Франза Амона, који је био први виолиниста у плесном оркестру његовог оца. Његов отац је преферирао да му син буде банкар, а не музичар. Због тога је по жељи његовог оца започео своју каријеру као службеник једне бечке банке. Сматра се да је да намера његовог оца није била да избегне музичко ривалство свог сина, већ да је старији Штраус само желио да његов син побегне од ригорозности живота музичара. Тек када је отац напустио своју породицу због љубавнице Емиле Трампуш, син је био у потпуности слободан да се усредсреди се на композиторску каријеру уз подршку његове мајке.
Штраус је студирао полифонију и хармонију код музичког теоретичара професора Јоахима Хофмана, који је поседовао приватну музичку школу. Након што је завршио теоретске и композицијске студије код композитора Јосефа Дрехела у Катедрали св. Степана, добио је „дозволу за музику” која му је омогућавала да оснује властити оркестар.

## Музичка каријера

### Композиторски почеци
У то време компоновао је своје једино сакрално музичко дело под називом Tu qui regis totum orbem (1844). Његов други учитељ виолине, Антон Колман, који је био балетски корепетитор у Бечкој државној опери, написао је одличне препоруке за њега. Наоружан тим, пријавио се бечким властима у сврху добијања дозволе за концертне наступе. У почетку је основао свој мали оркестар где је регрутовао своје чланове у кафани Zur Stadt Belgrad, где су се музичари који траже посао могли лако запослити.
Утицај Јохана Штрауса на локалне забавне установе значио је да су многи од њих били опрезни да понуде млађем Штраусу уговор због страха од беса његовог оца. Успео је да увери власника Домајер казина у Хицингу, предграђу Беча да му допусти концертни наступ. Ту је године 1844. млади Штраус по први пут предводио своју плесни музички оркестар, са којима је извео неке од својих првих валцера Сингедихте, оп. 1 и Гунствербер, оп. 4 и полку Херценслуст, оп. 3. Музички критичари и штампа из тог времена су били једногласни у похвалама његове музике.

Критичар за бечки часопис Der Wanderer коментирао је да ће: 
"Штраусово име бити достојно настављено и у његовом сину. Деца и деца њихове деце могу се радовати будућности, а музика у 3/4 такту пронаћи ће снажну подлогу у њему.
Старији Штраус, бесан због непослушности свог сина и власника ресторана који му је одобрио концертни наступ, одбио је да више свира у Домајер казину, који је био место многих његових ранијих тријумфа. Упркос великим почетним музичким успесима, његове ране композиторске године биле су тешке, али убрзо је освојио публику након што је прихватио концертне наступе које ће изводити изван Беча.
Прво веће именовање младог композитора била је додела почасног положаја капелника 2. Бечког грађанског пука, који је упражњен након смрти Јосефа Ланера две године раније. Револуције из 1848. које су захватиле Аустријско царство доспеле су и до Беча, а велико музичко надметање између оца и сина постало је много очитије. Јохан Штраус млађи одлучио је да стане на страну револуционара. То је била одлука која је била професионално неповољна, јер му је аустријски краљ два пута ускратио веома пожељени положај музичког директора царских балова („k. u. k. Hofballmusikdirektor”), који је први пут проглашен посебно за Јохана Штрауса старијег у знак признања за његов музички допринос. Надаље, млађег Штрауса ухапсиле су и бечке власти због јавног извођења Марсељезе, али је касније ослобођен. Старији Штраус је остао привржен монархији и компоновао је свој Марш Радецког, оп. 228 (посвећен хабсбуршком фелдмаршалу Јозефу Радецком фон Радецком), који је постала једна од његових најпознатијих композиција.

### Напредовање у каријери
Кад је старији Штраус умро од болести шарлаха у Бечу 1849. године, млађи Штраус је објединио њихова два оркестра и покренуо европску турнеју, где су свирали концерте у Русији (1865–66) и Енглеској (1869), освојивши велику популарност 1856, а 1872. су кренули на турнеју по Америци. Од 1856. до 1865. путовао је сваког лета у Павловск код Санкт Петербурга на позив руске жељезничке компаније. Тамо није само давао гостујуће концертне наступе, него је и компоновао много нових дела која је потом уврстио у свој репертоар. Штраус је имао и љубавну везу с руском композиторком Олгом Смирнитскајом.
Касније је компоновао и низ родољубивих маршева посвећених хабсбуршком цару Францу Јозифу I, попут опуса „Кајзер Франц-Јозеф оп. 67” и „Кајзер Франц Јозеф Ретунгс Јубел-Марш оп. 126”, вероватно с намером да стекне углед у очима новог монарха, који је ступио на престоље у Аустрији након револуције 1848. године.
Аустријски цар Франц Јозеф I поставио је 1863. Јохана Штрауса млађег на место музичког директора царских балова. На том послу остао је све до 1871, а за то време компоновао је само плесну музику која му је стекла репутацију „краља валцера”. Његов вероватно најпознатији валцер На лепом плавом Дунаву (немачки, An der schönen blauen Donau) компоновао је 1867. у свом стану на Пратерстрасе 54, који је постати познат широм свету и којег Аустријанци сматрају неслужбеном химном Беча и Аустрије. Године 1871. одобрен је његов захтев за сменом на месту музичког директора краљевских балова, а у исто време одликован је Орденом Франца Јозефа. Његов брат Едуард Штраус наследио га је на том послу. 
Јосеф Штраус је управљао Штраусовим оркестром од 1853. године, а од 1861. године службено им се придружио тада 25-годишњи Едуард Штраус, који је заједно с братом Јозефом водио овај оркестар све до 1870. године. У Бечу је био импресиониран оперетама Жака Офенбаха, који га је подстакнуо да почне и сам да компонује слична дела, која је касније називао комичним операма. Дана 10. фебруара 1871. његова прва оперета „Индиго и 40 разбојника” премијерно је изведена у Позоришту на реци Вин. Затим је следила оперета „Слепи миш” („Die Fledermaus”) 1871, те премијера (у истом театру 5. априла 1874) једне од његових најбољих оперета „Цигански барон” („Zigeunerbaron”). Ово музичко дело је додато на редовни програм "к.к. Хофопер" (данас Бечка државна опера) и једина је оперета која се и данас тамо изводи. Уследиле су бројне премијере других оперета, укључујући „Весели рат”, „Ноћ у Венецији” и последњу „Богиња разума”, која је премијерно изведена 13. марта 1897. године. Јохан Штраус млађи је тиме постао средишња личност у Златној ери бечке оперете. Оперете доживљавају врхунац 1885. године са Штраусом као главним композитором и теоретичарем. Он их је заснивао на популарним плесним мелодијама попут валцера или полки. Иако понекад тежак за плес, због дужине и спорог ритма, Бечки валцер је за Штрауса био савршен плесни облик.
Компоновао је Српски кадрил, по наруџби кнеза Милоша Великог.

## Баштина
Штраусов бечки валцер је увелико заслужан за чињеницу да се Аустрија до данас највише повезује с таквим врстама плеса (нпр. валцер, полка, галоп, мазурка или марш). Остали познати валцери су: „Приче из Бечке шуме” („Geschichten aus dem Wienerwald”) из 1868, „Вино, жене и песма” (Wein, Weib und Gesang) из 1869, „Бечка крв” („Wiener Blut”) из 1871.
Његова музика обједињује значајне мелодијске изуме, огромну енергију и сјај с умилношћу и рафинираношћу, па чак и на моменте рафинираном сензуалношћу. Он је оплеменио валцер и подигао га од својих почетака из обичних пивских дворана и ресторана на стално место у аристократским плесним дворанама.

### Споменици
Приватном иницијативом кипара Едмунда Хелмера, статуа извајана 1907. године постављена је 1921. у Бечком градском парку. Хелмер је покушавао још од Штраусове смрти да постави споменик, али су га разне околности као и Први светски рат спречиле у томе. Позлата споменика из 1935. године обновљена је 1991. године и овај споменик је један од најпосећенијих и најфотографисанијих у Бечу.